# Slezský stryk
Stryky jsou bramborové placky v netradiční velmi puristické verzi. Patří mezi typická slezská jídla. V různých variacích se připravují také na sousedním Valašsku; a také Horní Hané a Hané, kde je známý pod názvem barkes.
Jde o „jídlo chudých“, které k přípravě potřebuje jen velmi málo. Původní receptura zahrnuje pouze moučné brambory a sůl. Brambory se nastrouhají najemno, uvolněná voda se scedí a vzniklé těsto se osolí. Placky se pak tradičně sušily na rozpálených plátech kamen bez použití oleje. Dobře upravený stryk je tenký, dobře usušený a pouze místy křupavý. Chuťově je zcela jiný než tradiční bramborák smažený na oleji.
Dnes patří stryky k tradičním slezským jídlům, podávaným v domácnostech i regionálních restauracích. Původní recept se v některých oblastech rozrostl o vejce a hladkou mouku. 
Podávají se s houbovou omáčkou, kysanou smetanou, škvarky nebo s výpekem z kachny. Případně jsou servírovány jako příloha k masitým jídlům.